# シャロム 魔城伝説III 完結編
『シャロム 魔城伝説III 完結編』(シャロム まじょうでんせつスリー かんけつへん、英題: Shalom Knightmare III )は、コナミが1987年にMSX用に発売したゲームソフト。
タイトルの「シャロム」はヘブライ語の「シャーローム」（「平和」の意、挨拶にも用いる）に由来する。

## システム・概要
本作は、ファンタジー世界のような「グリーク王国」を旅して、「8人魔王」と呼ばれるボスキャラと大魔王ゴグを倒して、現実世界に帰ることを目的としたアドベンチャーゲーム（アクションアドベンチャーゲーム）である。『ドラゴンクエスト』風のトップビューの2Dフィールド移動（画面は切り替え式）でゲームは進行するが、本作には移動中の戦闘やパラメータの概念がないためロールプレイングゲームではない。
また、本作はフラグ管理が徹底しており、物語を進めるために必要な手順を踏む必要があることから、他のアドベンチャーゲームのように最初から正解となる選択肢を選んだり、犯人の名前を選択して物語を進めることができない。
途中のボス戦ではアクションゲーム形式で戦うが、中には箱入り娘パズルやブロックくずしもあり、バラエティに富んでいた。会話やストーリー進行のみで倒すボスキャラもいる。最初と最後を除くとボスを倒す順番は自由で、必ずしも一本道のストーリーではない。
MSXにおいて人気作だった『魔城伝説』シリーズの完結編でもあり、「スタッフ村」で開発スタッフのひと言コメントが紹介されたり、ゲーム終盤では魔城伝説のBGMが流れるといったファンサービスもあった。
会話中にギャグや下ネタが多数含まれており、全体的にコメディタッチのストーリーだが、終盤はいわゆる「泣かせる」展開になったり、他にも当時のゲームとしては実験的な試みも所々でなされていた。この流れは後の『パロディウス』につながっていく。
国外（欧州）ではシリーズ作品として『魔城伝説II ガリウスの迷宮』まではMSX用ソフトとして発売されたが、本作は未発売である。

## ストーリー

### 現実世界
とある高校のパソコンクラブ。部長である主人公がいつものように部室に行くと、ヒロインが新作ゲームソフト『シャロム』を持っていた。主人公は強引にそれを奪い取ってゲームを始めようとしたら、突然テレビの中に吸い込まれてしまった。

### ゲーム中の世界
ガリウスが滅んでグリーク王国に平和が戻って100年。英雄ポポロンとアフロディテはすでに天上の人となっていたが、彼らの子供であるパンパースによって平和に治められていた。しかし、予言者が新たな災厄である大魔王ゴグの到来を告げる中、パンパースの愛娘であるチェルシーが行方不明になってしまった。パンパースは倒れ、病の床に伏すこととなる。
主人公が目を開けると、目の前に言葉を話せる雌ブタがいた。さらに周りを見ると、見慣れた学校ではなく、見たことのない平原が広がっていた。そのブタが言うには、ゲームソフトにかけられた呪いでゲームの中の世界に来てしまったから、その原因である大魔王ゴグを倒さないと元の世界に帰れないという。名前がないようなので主人公はとっさに「ブタ子」と命名し、大魔王ゴグを倒すために旅立つ。

## 登場人物

### 主要な人物
主人公（名前は任意に入力）
現実世界では高校生。パソコンクラブの部長だが人望はほとんどない。ゴグの呪いでグリーク王国に連れ込まれるところからゲームは始まる。
ヒロイン（名前は任意に入力）
主人公の同級生でパソコンクラブの部員。主人公に馬鹿にされる毎日だが、彼に密かに思いを寄せている。
ブタ子
ブタではあるが人語を解する。主人公のグリーク王国でのガイドを務める。
パンパース
齢100歳になるグリーク国王。チェルシーが行方不明になり、倒れてしまっている。
チェルシー
パンパースの娘。行方不明になっているが、ゲーム後半・終盤に登場する。
ダンテ
グリーク王国の兵士。チェルシーとは恋仲であるがパンパースには認められていない。
ポポロン・アフロディテ
前作「ガリウスの迷宮」および前々作「魔城伝説」の主人公。天国からグリーク王国を見守っている。

### 進行上重要な村人・生き物
ベティ
イリコ村の村娘で、デビル弟に生け贄としてさらわれた。村一番の美少女（という話）。
サウル
水脈を探していたが、疲れ果てて倒れている少年。
テレサ
ローソク職人。おだてに乗せられやすい性格。
モグラ
王国の地下にトンネルを張り巡らせているが、普通の人は通れない。なぜか皆関西弁で話す。
グヌス
ブラインド村に住む催眠術師。
ティオス
一地方に道場を構えている術者。幽体離脱の術を会得している。
アレク
木こりだが、オノを忘れて仕事場に向かっていった。
アーサ
大の人間嫌い。東北弁で話す。家の庭にハシバミの農園を作っている。
マリア
家宝であるマントを持って出たきり、行方不明になっている少女。
マーマ・マーマン
恋人同士の人魚。マーマはオンナ湖に、マーマンはオトコ湖に住む。文通の手紙がそれぞれ音信不通。
カリレオ
イリコ村の天文学者で、グランドクロスが間近という警告をする。
カミオム二世
グリーク王国の一地方を統治している王。闇の復活は迷信だと主張する。

### 8人魔王とゴグ
デビル（弟）
最初に倒すボスキャラ。ベティをゴグへの生け贄としてさらっている。サイドビューのアクションゲームで、2連射できる短剣を頭に当てて倒す。
デビル（兄）
ブラインド村の村人の姿を見えなくした。「プーヤン」のようなゲームスタイルで、ゴンドラを上下させて攻撃を避けつつ岩を敵の頭目がけて投げて倒す。
半魚人
ある地方の穴の中にいる。トップビューのアクションで、攻撃をジャンプで避けて中央にいる敵に短剣を当てて倒す。
リザード
村人を洗脳して、ゴグに服従するようにし向けている。ブロック崩しで倒す。
アゴル
ダンテと出会って、捜し物をしていると出てくる。弱点は目。
ラーナ
不死の呪いをかけられて巨大化した魔女。会話とストーリー進行で倒す。
ガンガン
ダイヤの山を支配している。アクションゲーム形式のボスの中では最も強い。
パズラ
チェルシーを拉致している8人魔王最後のボス。箱入り娘パズルをクリアして倒す。
ゴグ
世界を滅ぼすため、闇の世界から甦ろうとしている大魔王。天体のグランドクロスが形成されるときに甦るとされている。

## アイテム
たんけん
魔王を倒すための武器。グリーク城でもらうことができる。
ダイヤ
ダイヤの山で入手できる。いくつか種類があり、物語の鍵を握るアイテムである。
フリーパス
モグラの穴を利用するために必要となる。
ネックレス
チェルシー姫の持ち物
オノ
アレクの忘れ物。届けること以外に、使用することで特定の木を切ることができる。
みず
オーマンの湖の水。ブラインド村の人々を見えるようにできる。
てがみ
人魚の手紙
ローソク
テレサのローソク。ホコラーの中で視界が確保できるようになる。
はたけのき
ハシバミの枝。水脈を探り当てることができる。
マント
マリアのマント
ハンマー
ダイヤの山の入り口を壊すことができる。

## 特記事項
村人の名前
- ゲーム中に登場する人物にはすべて名前がついており、説明書には攻略のヒントとして村人一覧表がついていた。

セーブの村人
- 本作のセーブはフィールド上のところどころにいる「セーブを司る」村人を介して行う。セーブはパスワード、カセットテープ、FD、SRAM（新10倍カートリッジ）にできる。なお、この村人の名前はすべて当時の西武ライオンズの選手名であった。
- ロード時にはセーブを司る村人の監督である「モリ（森祇晶）」が登場する（テキストのみ）。
- さらに、昔はセーブを司る者だったという「エナツ（江夏豊）」という人物もいる。（野球のセーブポイントの事）

名前を入力しなかった場合
- ゲーム開始時に主人公とヒロインの名前をかな4字で入力するが、入力しなかった場合は主人公は「天下太平」、ヒロインは「女子大生」という名前になる。

リセット・再起動
- 「リセット地方」にある穴に、ある条件を満たす前に入るとリセットがかかってしまう。
- ゲーム中盤に、いったんセーブしてデータをロードし直さないと進めない箇所がある。
- パスワード生成にバグがあり、パスワードコンティニューのみでゲームを進めているとフラグに矛盾が生じてクリア不能となってしまう。正しいパスワードを表示させるには一旦他のセーブ手段を選んでキャンセルする必要がある。